# Agrypon trochanterale
Agrypon trochanterale är en stekelart som beskrevs av Joseph Augustine Cushman 1937. Agrypon trochanterale ingår i släktet Agrypon och familjen brokparasitsteklar. Inga underarter finns listade i Catalogue of Life.